# Batrachyla taeniata
Batrachyla taeniata és una espècie de granota que viu a l'Argentina i Xile.
Està amenaçada d'extinció per la pèrdua del seu hàbitat natural.